# Distributed Data Protocol
Протокол розподілених даних (Distributed Data Protocol або DDP) це клієнт-серверний протокол для запитів та оновлення серверної бази даних, а також для синхронізації тих оновлень поміж усіма клієнтами. Протокол використовує шаблон повідомлень публікація-підписка. Його було створено спеціально для JavaScript фреймворку Meteor.
Специфікація протоколу розташована на GitHub.